# Jirō Yoshihara
Jirō Yoshihara (吉原 治良, Yoshihara Jirō) est considéré comme  le fondateur du mouvement d'avant garde japonais Gutai.
Jirō Yoshihara est né à Ōsaka le 1er janvier 1905.
Il commence à exposer à partir de 1930 et intègre l'association d'artistes japonais NIKA en 1934.
Il expose à Paris au Salon de Mai en 1952 et 1958 et à New York à l'International Carnegie en 1961.
Membre fondateur de Gutai, il publie en 1956 un texte qui tient lieu de manifeste et anime ce mouvement jusqu'à la fin de sa vie.
Il meurt le 21 janvier ou le 19 février 1972 .